# اچ‌ام‌اس واریر (آر۳۱)
اچ‌ام‌اس واریر (آر۳۱) (به انگلیسی: HMS Warrior (R31)) یک کشتی بود که طول آن ۶۹۵ فوت (۲۱۲ متر) بود. این کشتی در سال ۱۹۴۴ ساخته شد.